# Mazda Premacy
O Premacy é um monovolume médio da Mazda.